# Il trenino Thomas - La grande scoperta
Il trenino Thomas - La grande scoperta (Thomas and Friends: The Great Discovery) è un film televisivo del 2008 ed appartiene alla serie televisiva Il trenino Thomas. Nel doppiaggio inglese il film è narrato da Pierce Brosnan e nel doppiaggio italiano da Giorgio Bonino.

## Trama
La locomotiva Thomas, durante una consegna, finisce sul binario sbagliato e raggiunge una città abbandonata chiamata Grande Acquedotto (nel doppiaggio originale Great Waterton). Perciò le locomotive della ferrovia cercano di restaurare la città per la festa dell'Isola di Sodor.

## Distribuzione
In Italia, proprio come con il precedente film Sono Tutte Locomotive!, uscì il 23 novembre 2011 su JimJam e in DVD.